# Claudiu-Daniel Catană
Claudiu-Daniel Catana (n. 8 februarie 1987, Turnu Măgurele, Teleorman, România) este un senator român, ales în 2024 din partea PSD.
Claudiu Daniel Catana a început cariera la Editura Booklet, apoi ca polițist local în București, iar ulterior a urmat studii în economie și inginerie. A fost membru fondator al ALDE, ajungând Președintele organizației de tineret al formațiunii, președinte al organizației București şi Prim-Vicepreședinte. În 2016 a fost ales consilier municipal în București din partea ALDE, în perioada 2019-2020 a fost Secretar de Stat la Ministerul Tineretului și Sportului.
În 2023 a părăsit ALDE, iar în 2024 s-a înscris în PSD, partid din partea căruia a fost ales senator.